# Варяшбаш
Варя́шбаш (рос. Варяшбаш, башк. Вәрәшбаш) — присілок у складі Янаульського району Башкортостану, Росія. Входить до складу Новоартаульської сільської ради.
Населення — 68 осіб (2010; 90 у 2002).
Національний склад:
- башкири — 86 %